# Бродац Горњи
Бродац Горњи је насељено мјесто у граду Бијељина, Република Српска, БиХ. Према попису становништва из 2013. у насељу је живјело 810 становника, већином Срба.

## Становништво
| Националност       | 2013. | 1991. | 1981. | 1971. | 1961. |
| Срби               |       | 854   | 920   | 1.137 |       |
| Југословени        |       | 4     | 33    |       |       |
| Хрвати             |       | 6     | 3     | 4     |       |
| Црногорци          |       |       | 3     |       |       |
| Македонци          |       |       | 3     | 1     |       |
| Муслимани          |       |       | 1     | 2     |       |
| Словенци           |       |       | 2     |       |       |
| Мађари             |       |       | 1     |       |       |
| остали и непознато |       | 11    | 1     | 13    |       |
| Укупно             | 810   | 875   | 967   | 1.157 | '     |

| Демографија | Демографија | Демографија |
| Година      | Становника  | Становника  |
| ----------- | ----------- | ----------- |
| 1948.       | 1.174       |             |
| 1953.       | 1.339       |             |
| 1961.       | 1.297       |             |
| 1971.       | 1.157       |             |
| 1981.       | 967         |             |
| 1991.       | 875         |             |
| 2013.       | 810         |             |

## Култура и образовање
Место се некада налазио на самој обали реке Саве, али је због честих поплава измештено дубље у унутрашњост. Бродац је од 1735. имао статус општине.
Према љетопису бродачке цркве, у Бродцу 1723. године постојала црква-брвнара, која је била удаљена око 1,5 км југозападно од садашњег храма. Турци су је запалили 1788. године, да би 1790. године била изграђена нова црква-брвнара, нешто ближе садашњем храму. Пред овом брвнаром је кнез Иво Кнежевић откупио робље од Кулин-капетана 1806. године. Овај догађај је опјевао гуслар Филип Вишњић. И ова црква је запаљена 1876. године након Невесињскe пушкe.
У Броцу данас постоје Основна школа „Петар Кочић“, стара око 150 година, чији је један од учитеља био Душан Баранин, црква Светог арханђела Михаила из 1884. чији је иконостас израђен по пројекту архитекте Николе Колара, а иконе је осликао Фердо Кикерец у Загребу. Испред цркве, на мјесту где је Иво Кнежевић откупио робље се налази споменик.
И основна школа и црква су заједничке за Горњи и Бродац Доњи. Село и црква славе Петровдан. Испред У Броцу се налази један од најстаријих фудбалских клубова Републике Српске и Босне и Херцеговине, ФК Јединство Бродац (1931).